# Mars (Gard)
Mars ist eine Ortschaft und eine ehemalige französische Gemeinde mit 165 Einwohnern (Stand: 1. Januar 2019) im Département Gard in der Region Okzitanien (vor 2016: Languedoc-Roussillon). Sie gehörte zum Kanton Le Vigan und zum Arrondissement Le Vigan.
Mit Wirkung vom 1. Januar 2019 wurden die ehemaligen Gemeinden Bréau-et-Salagosse und Mars zur Commune nouvelle Bréau-Mars zusammengeschlossen und haben in der neuen Gemeinde der Status einer Commune déléguée. Der Verwaltungssitz befindet sich im Ort Bréau-et-Salagosse.

## Geografie
Das südfranzösische Bergdorf liegt in den Cevennen an einem südlichen Abhang des Zentralmassivs in einem wald- und wasserreichen Gebiet (Abfluss über die Arre) und wird von der Départementsstraße D272, einer Serpentine, die sich von der Ortschaft Bréau-et-Salagosse den Berg hinaufwindet, bedient.

## Wappen
Blasonierung: In Azurblau eine silberne Befestigungsmauer mit fünf Zinnen, schwarz gemauert.

## Bevölkerungsentwicklung
| Jahr      | 1962 | 1968 | 1975 | 1982 | 1990 | 1999 | 2009 | 2016 |
| --------- | ---- | ---- | ---- | ---- | ---- | ---- | ---- | ---- |
| Einwohner | 51   | 59   | 48   | 71   | 126  | 162  | 175  | 182  |